# Luís Torras Martínez
Luís Torras Martínez (ur. 29 grudnia 1912 w Vigo, zm. 14 stycznia 2024 tamże) – hiszpański malarz i superstulatek.

## Życiorys
Torras urodził się w Calle Alfonso XIII w Vigo 29 grudnia 1912 roku. Studiował w Kolegium Braci Marystów. Następnie pracował w rodzinnym sadzie wiśniowym. W międzyczasie uczył się malarstwa w akademii w Vigo. W 1935 roku Torras przeniósł się do Madrytu, aby uczęszczać do Real Academia de Bellas Artes de San Fernando. Po wybuchu hiszpańskiej wojny domowej został  wcielony do wojska. Podczas walk, doznał przez kulę urazu w głowę, przez co został na stałe głuchy.
Po wojnie w 1941 wrócił do Madrytu i uzyskał tytuł nauczyciela rysunku, pracując najpierw tam, a od 1954 w Escola Municipal de Artes e Oficios de Vigo. 
Torres poślubił Maríę Jesús Incera Cruz w 1946 roku i para miała syna, również o imieniu Luis María zmarła w czerwcu 2023 w wieku 101 lat.
Jego obrazy są nacechowane realizmem figuratywnym i przekształciło się w syntezę wykwintnej faktury, której najlepszym odniesieniem może być Pancho Cossío, ze względu na czystość i grę świateł jego martwych natur, aż do przejścia do krajobrazu o przodkach „Fauve”. Elementy natury są syntetyzowane w jego pejzażach. Był także portrecistą.
Obrazy Torrasa widnieją w Muzeum Raíña Sofía, w kolekcji Afundación, w Muzeum Miejskim w Quiñones de León, w Muzeum Prowincji Pontevedra, w Galicyjskim Centrum Sztuki Współczesnej, w kolekcjach prywatnych i przede wszystkim w Casa das Artes de Vigo, gdzie ma obszerną stałą wystawę Torras Collection, na którą składa się 67 obrazów, stworzonych przez Radę Miasta Vigo w 1998 roku.
28 września 2022 po śmierci 110-letniego Antonio Alvarado Largo, Martínez został najstarszym żyjącym mężczyzną w Hiszpanii. 29 grudnia 2022 został superstulatkiem. Jako ciekawostkę można wymienić, iż mimo podeszłego wieku, do końca życia malował, co czyniło go najstarszym malarzem na świecie. W wieku 110 lat był w stanie wciąż chodzić.